# (3990) Heimdal
(3990) Heimdal (1987 SO3) – planetoida z pasa głównego asteroid okrążająca Słońce w ciągu 7,82 lat w średniej odległości 3,94 j.a. Odkryta 25 września 1987 roku.